# Pee Wee Erwin
Pee Wee Erwin, född 30 maj 1913 i Falls City, Nebraska, död 20 juni 1981 i Teaneck, New Jersey, var en amerikansk jazztrumpetare.
Erwin spelade mellan 1931 och 1933 i Joe Haymes band och det följande året i Isham Jones band. Sitt eget storband ledde han 1941–1942 och 1946. Under 1950-talet spelade Erwin dixieland-jazz i New Orleans, där han senare grundade en trumpetskola.